# Arcângelo Cerqua

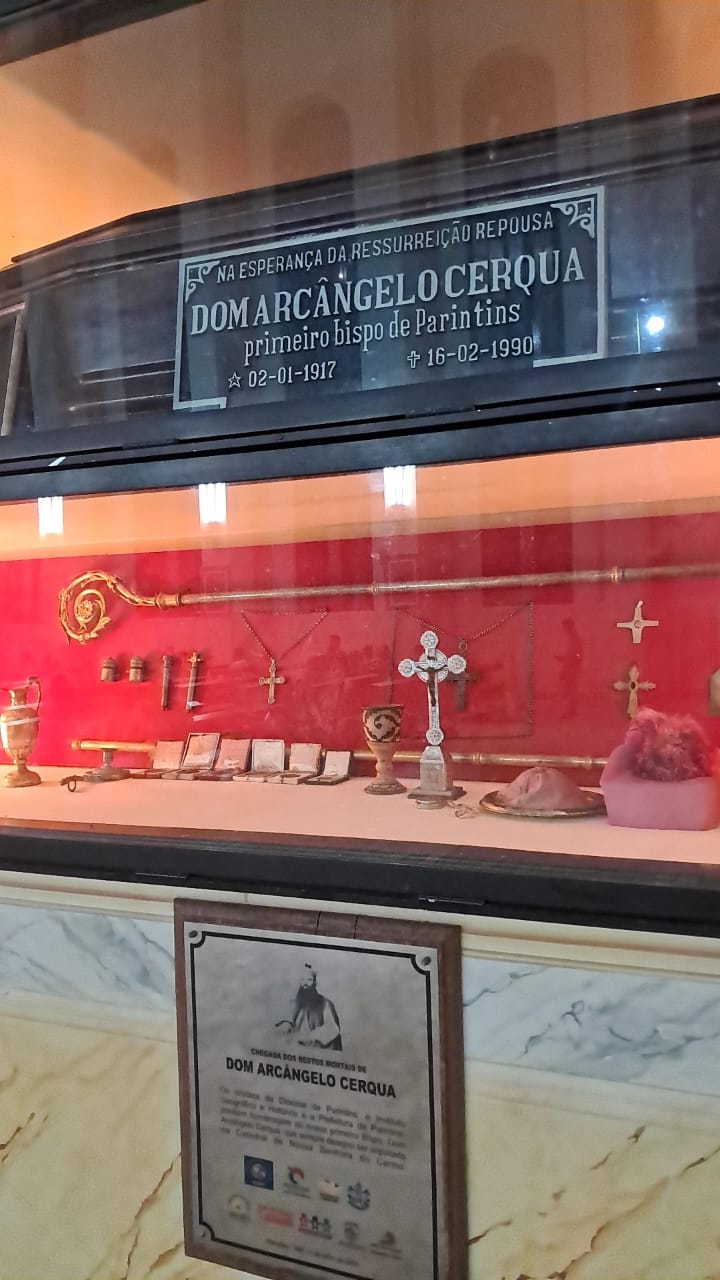
Das Grab von Bischof Arcângelo Cerqua mit einigen Andenken aus seinem Besitz

Arcângelo Cerqua PIME (* 2. Januar 1917 in Giugliano in Campania, Provinz Neapel; † 16. Februar 1990) war ein italienischer Ordensgeistlicher und römisch-katholischer Bischof von Parintins in Brasilien.

## Leben
Arcângelo Cerqua trat der Ordensgemeinschaft des Päpstlichen Instituts für die auswärtigen Missionen bei und empfing am 29. Juni 1940 das Sakrament der Priesterweihe.
Papst Pius XII. ernannte ihn am 15. März 1956 zum Apostolischen Administrator der im Vorjahr errichteten Territorialprälatur Parintins.
Papst Johannes XXIII. ernannte Arcângelo Cerqua am 4. Februar 1961 zum Prälaten von Parintins und zum Titularbischof von Olbia. Der Apostolische Nuntius in Brasilien, Erzbischof Armando Lombardi, spendete ihm am 14. Mai desselben Jahres die Bischofsweihe; Mitkonsekratoren waren der Erzbischof von Manaus, João de Souza Lima OCist, und der Prälat von Macapá, Aristide Pirovano PIME.
Cerqua nahm an allen vier Sitzungsperioden des Zweiten Vatikanischen Konzils als Konzilsvater teil. Am 26. Mai 1978 verzichtete er aufgrund der geänderten Vergaberichtlinien auf seinen Titularsitz. Mit der Erhebung der Territorialprälatur zum Bistum Parintins am 30. Oktober 1980 wurde er zu dessen erstem Diözesanbischof ernannt.
Papst Johannes Paul II. nahm am 15. Juli 1989 seinen vorzeitigen Rücktritt an.